# 七条大橋
七条大橋（しちじょうおおはし、旧字体：七條大橋）は、京都府京都市を流れる鴨川に架設された橋。5連の鉄筋コンクリートアーチ橋で、2022年（令和4年）現在、鴨川に架かる橋では最古の橋である。

## 概要
七条通（京都府道113号梅津東山七条線）を通る全長81.9m、幅員18.1mの橋で、スパン（支間の長さ）15.24m（50フィート）、ライズ（アーチの高さ）1.5m（5フィート）のアーチ構造を基本とする鉄筋コンクリートアーチ橋（RCアーチ橋）である。黎明期のRCアーチとしては群を抜いて巨大で、鴨川筋で唯一明治期の意匠を残しており、2008年（平成20年）、土木学会より「土木学会選奨土木遺産」に認定された。橋のデザイン様式は「セセッション式欧風意匠」とされる。
第二次世界大戦中の金属供出で、高欄の鋳鉄製手摺や照明灯が失われていた。そのため長らく木製の欄干だったが、琵琶湖疏水（鴨川運河）の暗渠化及び京阪本線の地下化と川端通の開通に伴い、疏水を跨ぐ一径間が撤去され、併せて金属製の高欄に改修された。1987年（昭和62年）に改修された高欄には「三十三間堂の通し矢」をイメージした矢車模様（10本の矢が円の中心の的に向かっている図）がデザインされている。
NPO法人「京都景観フォーラム」や京都女子大学・地元住民が中心となって2013年（平成25年）4月14日に「鴨川を百年見つめる七条大橋と歩む会」を、2015年（平成27年）7月7日に有志による「七條大橋をキレイにする会」を発足させて登録有形文化財への登録を目指していたが、2019年（平成31年）3月29日付けで登録有形文化財（建造物）に登録されている。
橋の付近の鴨川は下京区と東山区の境界になっている。橋上からは東山の山々を望むことができるほか、南側に東海道本線・東海道新幹線の鉄橋が見える。

## 諸元
- 橋梁形式：5径間連続RC充腹式アーチ橋（完成当時は6径間連続）
- 橋床形式：鉄筋コンクリート
- 供用開始：1913年（大正2年）4月14日[1][2]
- 延長：81.9 m（完成当時は112.17 m）
- 幅員：18.1 m
- 径間：14.88 m×6連（現在は5連）
- 活荷重：電車荷重20トン×2両
- 所在地：京都府京都市東山区下堀詰町 - 下京区稲荷町
- 工事費：197,695円[10]
  - 総工費：168,728円（上部工：70,348円、下部工：77,338円、その他工事費：21,041円）[11]

## 歴史

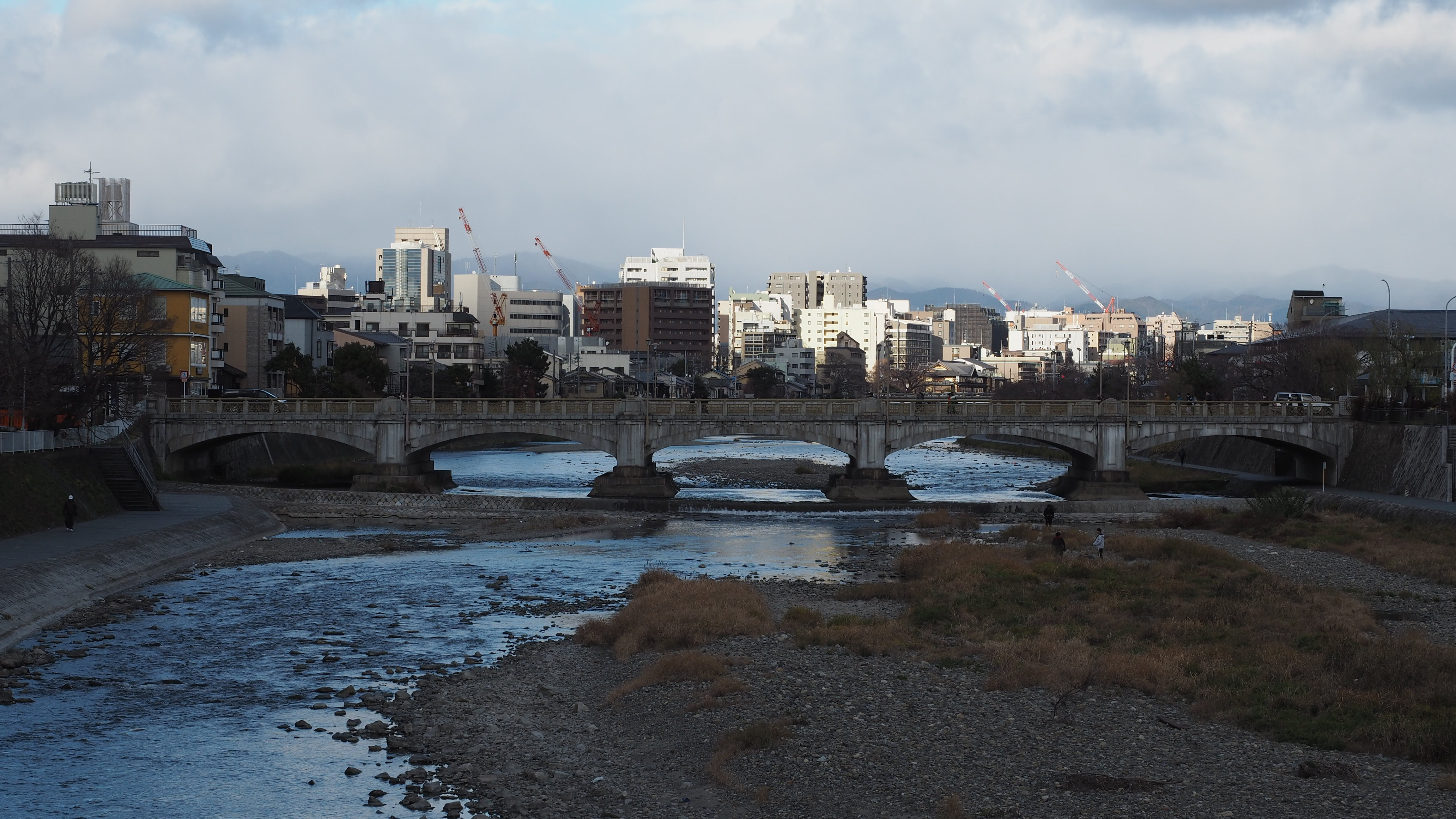
鴨川下流の塩小路橋上から見た七条大橋全景(2019年1月撮影)

1883年（明治16年）10月28日、木造の七条大橋が落成して通行開始。その後、道路拡張工事に伴って七条大橋も架け替えられ、1895年（明治28年）3月4日に開通式が行われた。1908年（明治41年）から開始された京都市三大事業の道路拡築および京都市電敷設の一環として四条大橋と共に架け替えが計画され、1911年（明治44年）11月13日着工、1913年（大正2年）4月14日開通、市電七条線も同月開通した。設計は東京帝国大学教授の柴田畦作（しばたけいさく）。意匠設計は、東京帝国大学工科大学造家学科（建築学科）出身の森山松之助、山口孝吉が担当した。
1935年（昭和10年）6月28日深夜から29日にかけての「京都大水害」では、上流の団栗橋・松原橋・五条大橋は流されたが、上流の正面橋が橋の残骸を受け止めて七条大橋は無傷だった。水害後の河川改修計画には琵琶湖疏水と京阪電鉄の地下化が含まれた。第二次世界大戦後に持ち越された計画の実現により、七条大橋は、疏水を跨ぐ鴨川左岸の一径間が短くなり、当初の橋長112.17mの6連アーチ橋は5連81.9mになっている。
1978年（昭和53年）9月末限りで、橋上を通過していた市電七条線が廃止された。

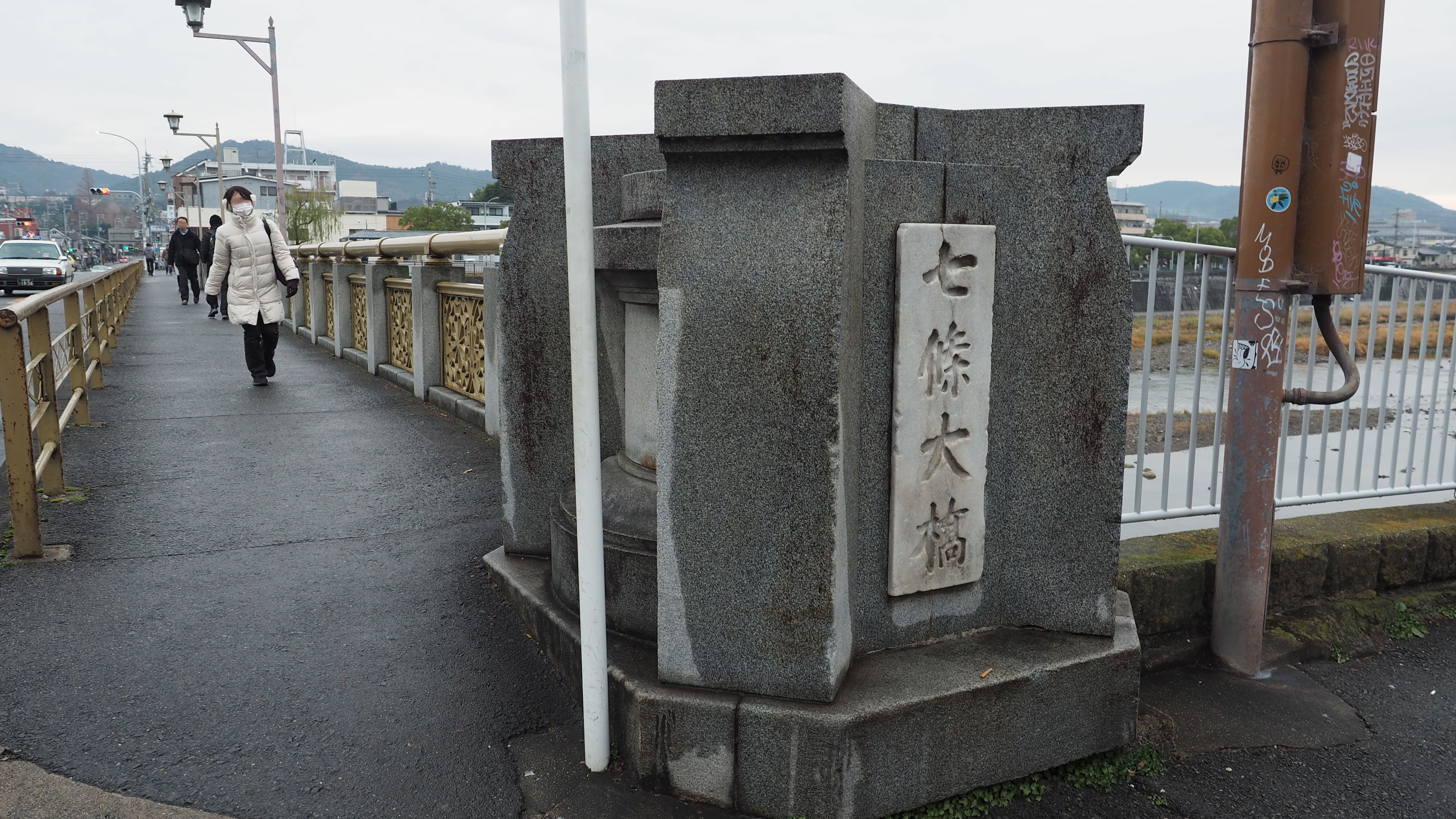
右岸側には竣工時の親柱が残る。
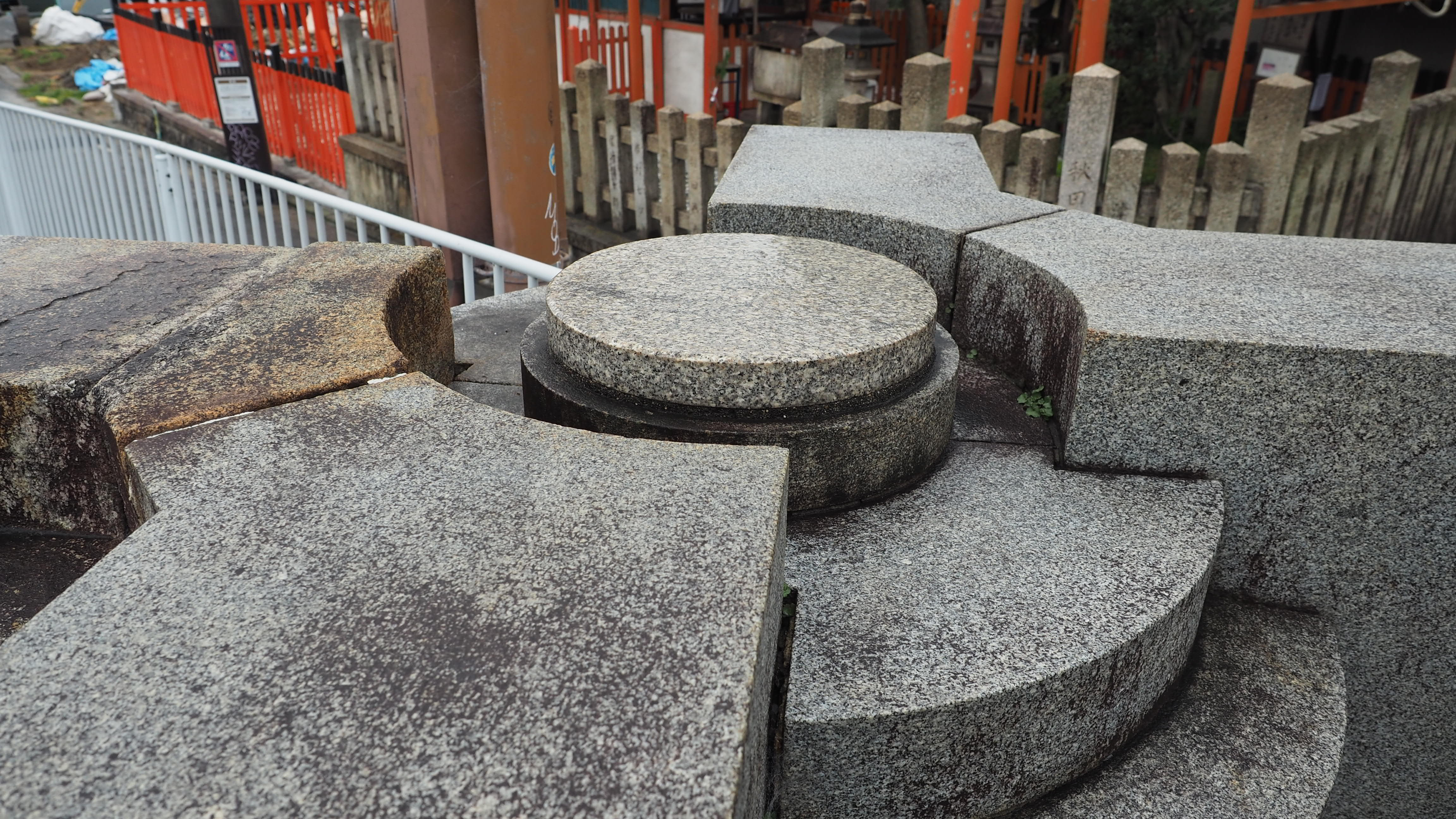
右岸側親柱の上面。
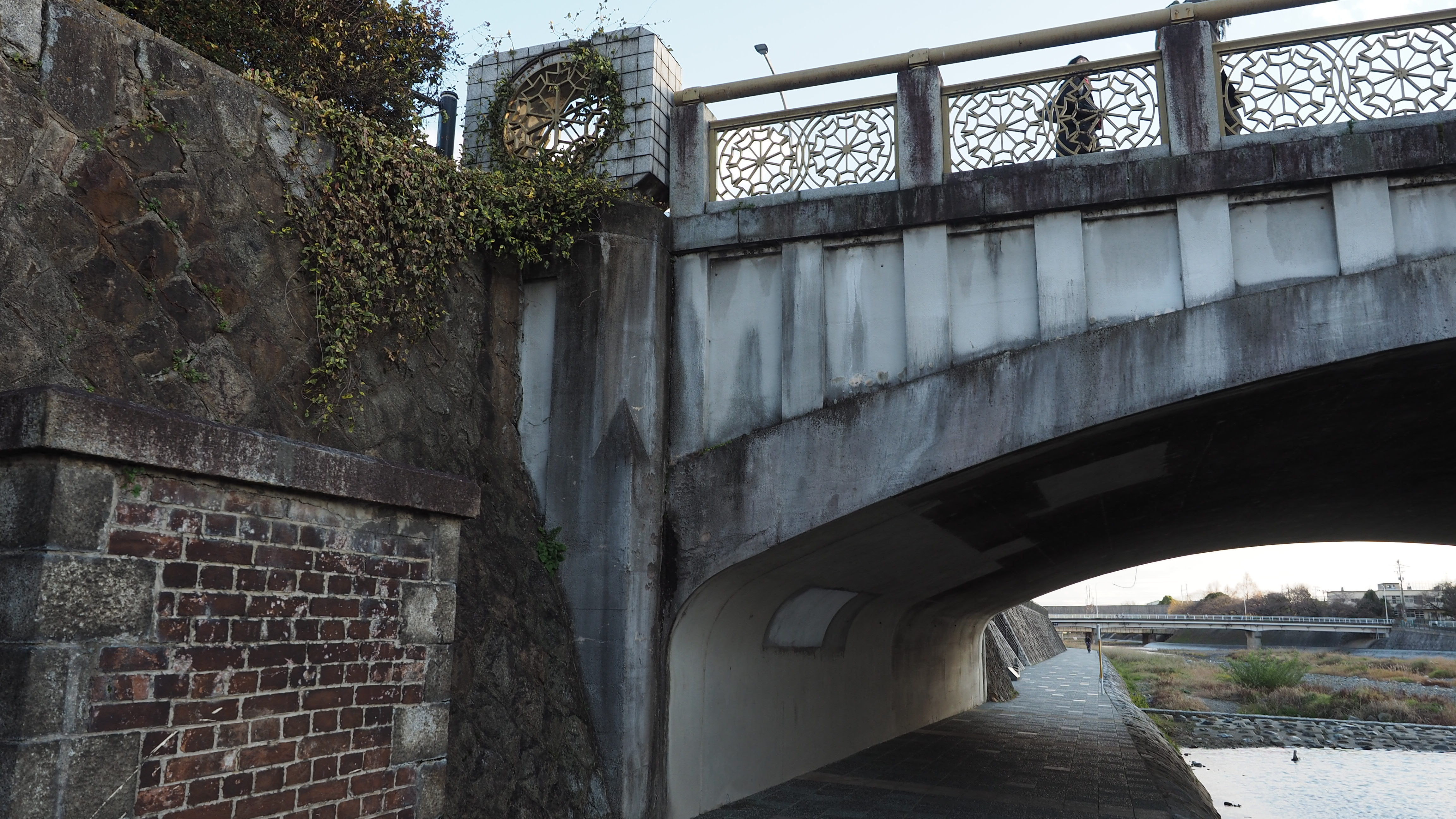
左岸北側。河川改修前は写真左側にもう一径間あった。
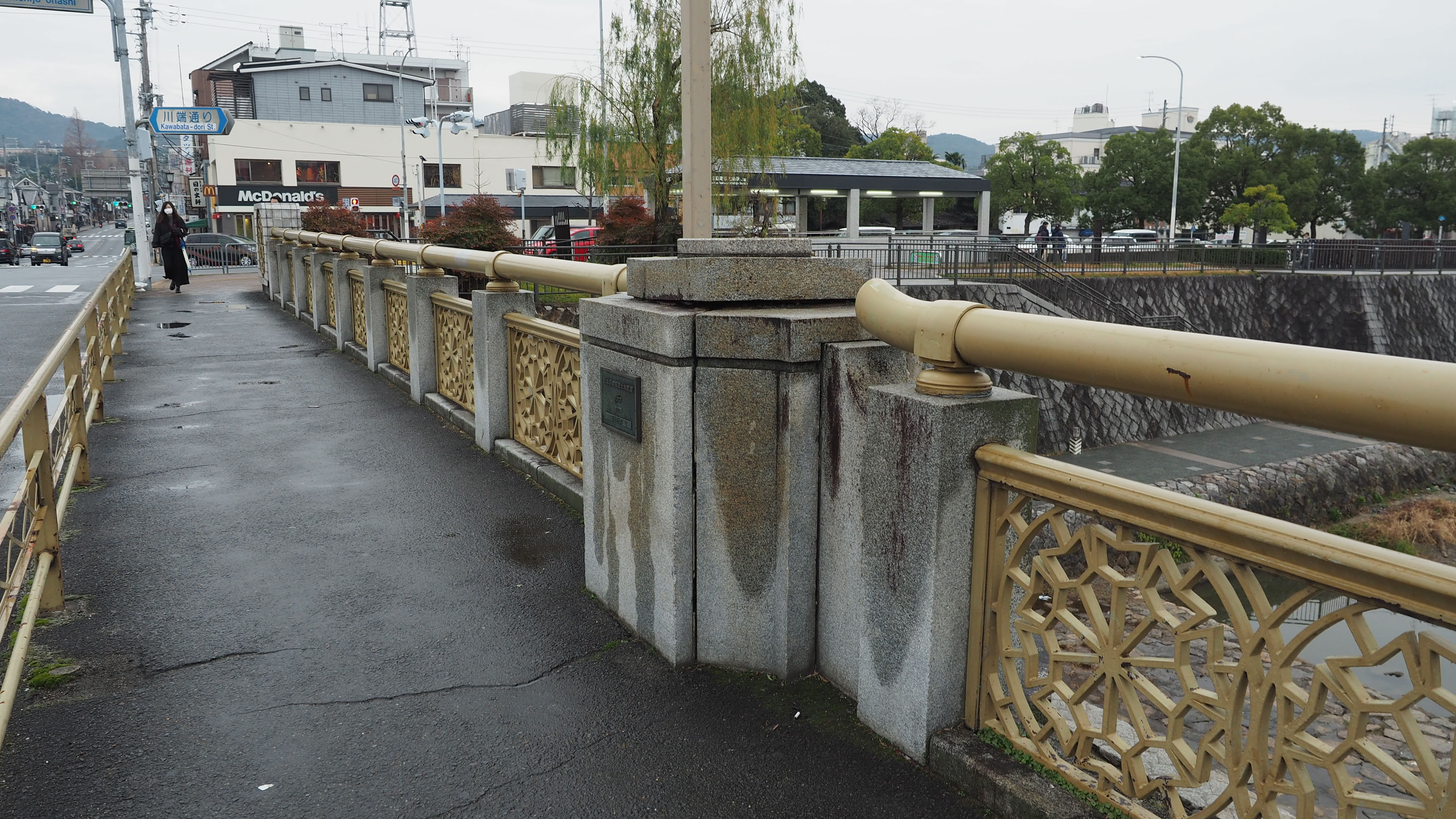
高欄は矢の意匠。
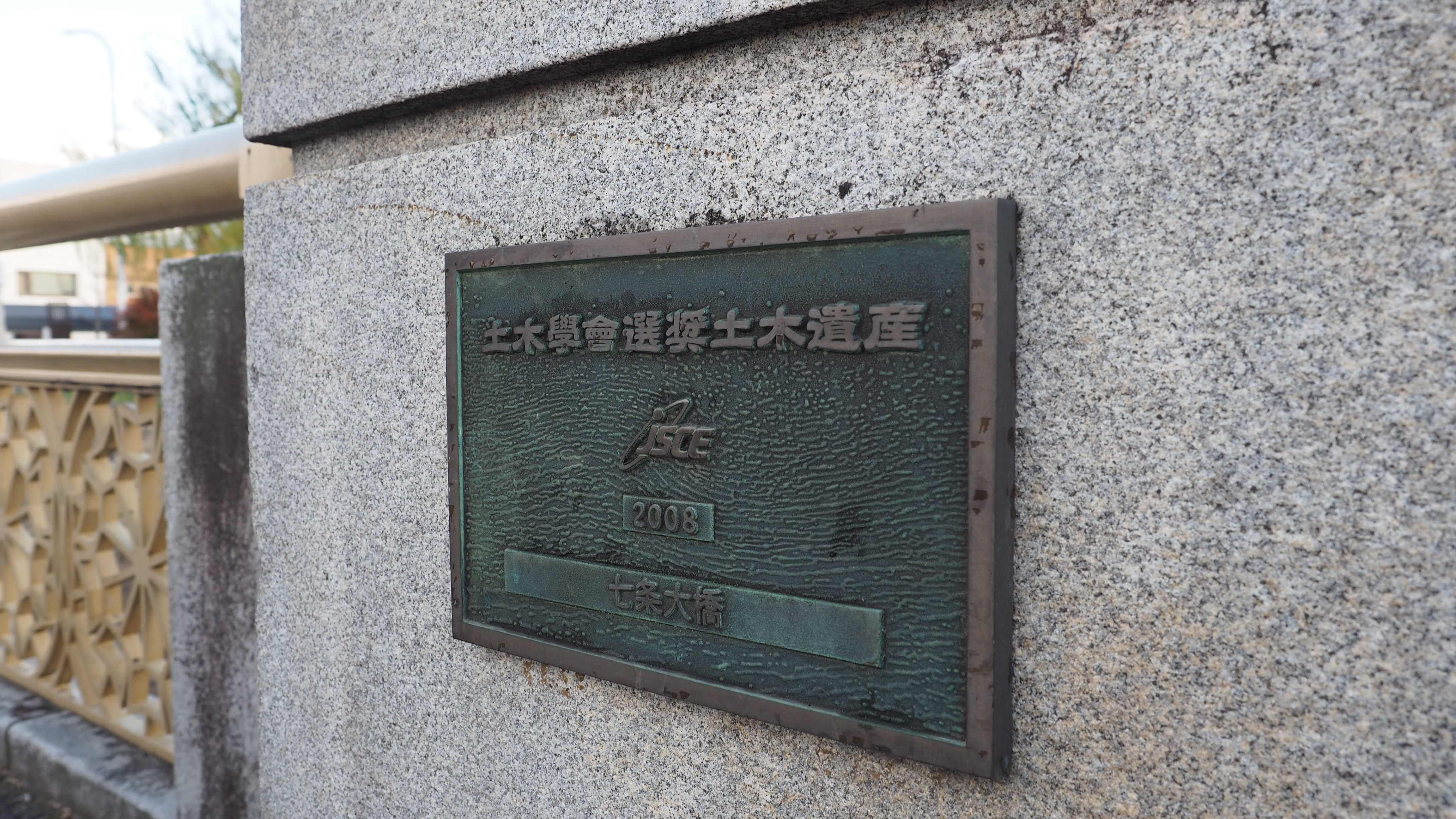
土木遺産のプレート。

## 周辺
橋の西南側には、松明殿稲荷神社がある。
橋の東側には、地下に京阪電気鉄道（京阪本線）の七条駅があるほか、駅からさらに東寄りに三十三間堂や京都国立博物館が所在する。